# 金盛集团
金盛集团是總部位於中華人民共和國江蘇省南京市的一家企業，企業業務涉足百货、地产、建设等領域。

## 歷史
1995年，金盛集团创始人王华在南京江东门地区成立了金盛装饰城。這是一家建材家居卖场。1996年，金盛置业投资集团有限公司成立。2000年代中期，金盛集团收購南京一建、南京设备安装公司、友谊华联集团、南京市百货公司等国企，此後又将家居卖场、百货和地产开发业务拓展至上海、扬州、武汉、北京、银川、呼和浩特等地。2006年，王华身家位居胡润零售富豪榜第7名。2014年，金盛集团通过收购裕田中国在香港借壳上市。
2015年，金盛集团在韩国设立分公司韩国金盛国际集团。王华因而多次乘坐专机来往于韩中两国之间。2016年，王华被指在其专机上对担任秘书与空姐的2名韩国女子进性骚扰。事后他与兩名女子达成和解而未受到起诉。2017年5月，韩国出入境管理局对王华做出永久禁止入境的处理
2018年起，金盛集团旗下的金盛置业投资因多笔金融借款、民间借贷、借款合同纠纷被起诉，金盛置业及多家关联公司被财产冻结、强制清算。2018年2月，金盛集团被南京市中级人民法院列为失信被执行名单。2018年以来，金盛集团被三家法院列为被执行人。2018年8月22日，王华在金盛集团的7200万人民币股权被江苏省高级人民法院全部冻结，冻结期限为三年。2022年7月14日，南京市中院下令对金盛置业公司及其27家关联企业进行合并重整。2022年10月29日，南京金盛百货中央门店发生大火，不過未有人員傷亡。